# Hikurangi (rivière)
La rivière Hikurangi  (anglais : Hikurangi  River) est un cours d’eau de la région du Northland, de l’Île du nord de la Nouvelle-Zélande. 

## Géographie
C’est un réseau de rivières en tresses, qui peut être considéré comme une extension de la rivière Kaikou, formé à partir de la confluence de cette rivière et du torrent «Moengawahine Stream». La rivière Hikurangi s’écoule vers le sud au-delà du village de Pipiwai sur plusieurs kilomètres avant de se déverser dans la rivière Mangakahia, à 25 km à l’ouest de la ville de Whangarei.